# Gdańskie Towarzystwo Naukowe
Gdańskie Towarzystwo Naukowe – założone w roku 1922 jako Towarzystwo Przyjaciół Nauki i Sztuki w Gdańsku z inicjatywy Polonii Gdańskiej i działało do roku 1939. Po wojnie reaktywowane w roku 1945, a pod obecną nazwą działa od roku 1956. Obecnie ma 5 wydziałów i wydaje m.in. Rocznik Gdański, Gdańskie Studia Językoznawcze, Acta Biologica et Medica, Pomorskie Monografie Toponomastyczne, Peribalticum. Obecnie prezesem jest Jerzy Błażejowski. 
W towarzystwie działają wydziały:
- Nauk Społecznych i Humanistycznych
- Nauk Biologicznych i Medycznych
- Nauk Matematyczno-Fizyczno-Chemicznych
- Nauk Technicznych
- Nauk o Ziemi

W latach 1972–2011 siedzibą towarzystwa była XVIII-wieczna kamienica przy ulicy Grodzkiej 12. Od 2011 biura GTN znajdują się w siedzibie Instytutu Archeologii Uniwersytetu Gdańskiego przy ulicy Bielańskiej 5 w Gdańsku.
W 1997 roku Gdańskie Towarzystwo Naukowe za działalność naukową, za rozpowszechnianie tradycji nauki gdańskiej zostało wyróżnione Medalem Księcia Mściwoja II.

## Prezesi Towarzystwa Przyjaciół Nauki i Sztuki wGdańsku
- Jan Pomierski (1922–1926)
- Marcin Dragan (1926–1939, 1945–1956)

## Prezesi Gdańskiego Towarzystwa Naukowego
- Tadeusz Bilikiewicz (1956–1959)
- Stanisław Hiller (1959–1963)
- Wacław Balcerski (1963–1965)
- Józef Sawlewicz (1965–1971)
- Robert Szewalski (1971–1973)
- Gotfryd Kupryszewski (1973–1979)
- Roman Wapiński (1979–1985)
- Włodzimierz Prosnak (1985–1995)
- Marek Latoszek(inne języki) (1995–1998)
- Jan Drwal (1998–2012)
- Marek Wesołowski (2012–2013)
- Jerzy Błażejowski (od 2013)

## Sekretarze Generalni Towarzystwa Przyjaciół Nauki i Sztuki wGdańsku
- Władysław Cieszyński (1922–1923, 1924–1925)
- Aniela Walterówna (1923–1924)
- Kazimierz Szymański (1925–1928)
- Adam Czartkowski (1929–1936)
- Marian Pelczar (1937–1939, 1945–1956)

## Sekretarze Generalni Gdańskiego Towarzystwa Naukowego
- Bernard Janik (1956–1959)
- Marian Antosz (1965–1967)
- Stanisław Sokół (1967–1968)
- Roman Wapiński (1968–1969)
- Romuald Cebertowicz (1969–1971)
- Mieczysław Myśliwiec (1971–1973)
- Andrzej Zbierski (1973–1991)
- Jan Majewski (1991–1998)
- Roman Kaliszan (1998–2001)
- Jerzy Błażejowski (2001–2013)
- Jerzy Gwizdała (2013–2022)[5]
- Piotr Stepnowski (od 2022)[6]

Andrzej Zbierski w 2001 został wyróżniony tytułem prezesa honorowego Gdańskiego Towarzystwa Naukowego.